# Oliver Mtukudzi
Oliver Mtukudzi (Harare, 22 de septiembre de 1952-Harare, 23 de enero de 2019), también conocido por Tuku, fue un cantante y músico de Zimbabue, uno de los más importantes de su país.

## Biografía
Mtukudzi comenzó a tocar en 1977 cuando se unió a Wagon Wheels, un grupo del que también formaba parte Thomas Mapfumo. Su single Dzandimomotera fue disco de oro. Le siguió el primer álbum de Tuku, que también fue un gran éxito. Mtukudzi también contribuyó con Mahube, el "supergrupo" del sur de África.
Gracias a su voz ronca, Mtukudzi se convirtió en la voz más reconocida de Zimbabue. Miembro del grupo KoreKore de Zimbabue, cuyo líder era Nzou Samanyanga, cantaba en lengua shona, una de las más importantes del país, junto a la lengua ndebele. Incorporó elementos de diferentes tradiciones musicales, dando a su música un estilo distintivo, reconocido por los fanes como Tuku Music. Mtukudzi realizó varias giras alrededor del mundo, así como por Reino Unido, Estados Unidos o Canadá. En 2017, Mtukudzi entretuvo a los invitados en la boda del empresario de Zimbabue Wicknell Chivayo.
Mtukudzi era padre de cinco hijos y tenía dos nietos. Dos de sus hijos también son músicos. Su hijo Sam Mtukudzi, un conocido músico, murió en un accidente automovilístico en marzo de 2010. Tuku murió el 23 de enero de 2019 en Harare por diabetes.

## Premios
- 2003: Premio Kora en la categoría Mejor cantante de África Austral

## Discografía

### Álbumes
- 1978 Ndipeiwo Zano (relanzado en 2000)
- 1979 Chokwadi Chichabuda
- 1979 Muroi Ndiani?
- 1980 Africa (relanzado en 2000)
- 1981 Shanje
- 1981 Pfambi
- 1982 Maungira
- 1982 Please Ndapota
- 1983 Nzara
- 1983 Oliver's Greatest Hits
- 1984 Hwema Handirase
- 1985 Mhaka
- 1986 Gona
- 1986 Zvauya Sei?
- 1987 Wawona
- 1988 Nyanga Yenzou
- 1988 Strange, Isn't It?
- 1988 Sugar Pie
- 1989 Grandpa Story
- 1990 Chikonzi
- 1990 Pss Pss Hallo!
- 1990 Shoko
- 1991 Mutorwa
- 1992 Rombe
- 1992 Rumbidzai Jehova
- 1992 Neria Soundtrack
- 1993 Son of Africa
- 1994 Ziwere MuKobenhavn
- 1995 Was My Child
- 1995 The Other Side: Live in Switzerland
- 1997 Ndega Zvangu (relanzado en 2001)
- 1998 Dzangu Dziye
- 1999 Tuku Music
- 2000 Paivepo
- 2001 Neria
- 2001 Bvuma (Tolerance)
- 2002 Shanda soundtrack
- 2002 Vhunze Moto
- 2003 Shanda (Alula Records)
- 2003 Tsivo (Revenge)
- 2004 Greatest Hits Tuku Years
- 2004 Mtukudzi Collection 1991-1997
- 2004 Mtukudzi Collection 1984-1991
- 2005 Nhava
- 2006 Wonai
- 2007 Tsimba Itsoka
- 2008 Dairai (Believe)